# Зинцер, Джиллиан
Джиллиан Амалия Зинсер (англ. Gillian Amalia Zinser; род. 4 ноября 1985 года) — американская актриса, прославившаяся исполнением роли девушки-сёрфера Айви Салливан в сериале «90210: Новое поколение».

## Биография
Джиллиан Зинсер родилась 4 ноября 1985 года. С детства Зинсер мечтала стать актрисой, а родители всячески поддерживали её в этом. С ранних лет посещала большое количество курсов актёрского мастерства, также занималась в престижной школе. Выросла в Вашингтоне, позже переехала в Нью-Йорк, где закончила в Университете Нью-Йорка.
В данный момент, занятая различными проектами, актриса называет своим домом Нью-Йорк, Калифорнию и Венецию в Лос-Анджелесе

## Карьера
Широкую известность актриса получила, сыграв роль Айви Салливан в шоу «90210: Новое поколение». Актриса переселилась в Лос-Анджелес, где проходили съёмки сериала. Начиная с третьего сезона вошла в основной актёрский состав, но покинула сериал в конце четвёртого сезона. Предполагалось, что актриса появится в эпизоде последнего сезона, но возвращения Джиллиан к роли так и не состоялось.
Кроме того, актриса появилась в гостевых ролях в таких известных сериалах, как «Купидон», «Детектив Раш» и «Саутленд».
Также актриса снялась в эпизоде фильма «Особо опасны» Оливера Стоуна, где также можно заметить Тревора Донована, коллегу по «90210: Новое поколение». Актриса исполнила главную роль в драматическом триллере «Скрытая правда» канала MTV, а также появилась в драме «Все люди лгут» с Сарой Пэкстон и Мэттом Лантером, в персонажа которого была влюблена Айви, героиня «90210». В 2014 году снялась в дебютной режиссёрской работе сына  Дастина Хоффмана,  Джейка «Астма». В 2015 году снялась в фильме Aiways Worthy, от режиссёра Марианны Палки. В 2015 году снялась в главной роли телевизионного фильма Две ошибки, режиссёра Тристана Дюбуа. В 2016 году, в паре с Теофилосом Мартиным, снялась в короткометражном фильме о любви и конце света End of Babes, Джимми Марбла. В 2016 году сыграла в главной роли дебютной картины Бена Кэрда «На полпути». В 2017 году выходит два фильма с участием Джиллиан Зинсер, картина Зои Листер Джонс «Лейкопластырь» и картина Сони Годди, с Джиллиан в главной роли, «Holy New York».

## Фильмография

### Кино
| Кино | Кино                      | Кино                                     | Кино             | Кино                   |
| Год  | Название                  | В оригинале                              | Обязанности      | Примечания             |
| ---- | ------------------------- | ---------------------------------------- | ---------------- | ---------------------- |
| 2011 | Скрытая правда            | The Truth Below                          | Джена            | главная роль           |
| 2011 | Экстази                   | Ecstasy                                  | Аманда Кроуфорд  | роль второго плана     |
| 2012 | Особо опасны              | Savages                                  | Девушка на пляже | эпизодическая роль     |
| 2012 | Все люди лгут             | Liars All                                | Мисси            | роль второго плана     |
| 2013 | Око разума Коллина Этвуда | Through The Mind's Eye Of Colleen Atwood | играет саму себя | короткометражный фильм |
| 2014 | Астма                     | Asthma                                   | Кара             |                        |
| 2015 | Always Worthy             | Always Worthy                            | Мара             |                        |
| 2016 | End of Babes              | End of Babes                             | Элли             | короткометражный фильм |
| 2016 | Halfway                   | Halfway                                  | Элиза            |                        |
| 2017 | Лейкопластырь             | Band Aid                                 | Шина             |                        |
| 2017 | Holy New York             | Holy New York                            | Роуз             | главная роль           |
| 2022 | Улыбка                    | Smile                                    | Холли            |                        |

### Телевидение
| Телевидение | Телевидение            | Телевидение | Телевидение    | Телевидение                   |
| Год         | Название               | В оригинале | Обязанности    | Примечания                    |
| ----------- | ---------------------- | ----------- | -------------- | ----------------------------- |
| 2009        | Купидон                | Cupid       | Девушка-битник | эпизод «The Great Right Hope» |
| 2009        | Детектив Раш           | Cold Case   | Вонда Мартин   | эпизод «Hood Rats»            |
| 2009        | 90210: Новое поколение | 90210       | Айви Салливан  | 60 эпизодов основной состав   |
| 2010        | Саутленд               | Southland   | Хлоя Шерман    | эпизод «Butch & Sundance»     |
| 2011        | Аве Мария              | Hail Mary   | Элоди          | телевизионный фильм           |
| 2015        | Две ошибки             | Two Wrongs  | Сара Харрис    | главная роль                  |